# Міке Крьогер
Міке Крьогер (нім. Mieke Kröger; нар. 18 липня 1993) — німецька велогонщиця, олімпійська чемпіонка 2020 року.

## Виступи на Олімпіадах
| Олімпіада           | Дисципліна                    | Місце |
| ------------------- | ----------------------------- | ----- |
| Ріо-де-Жанейро 2016 | командна гонка переслідування | 9     |
| Токіо 2020          | командна гонка переслідування | 1     |